# Bahnstrecke Emden–Emden Außenhafen
| Bahnhof Emden Außenhafen vor der Elektrifizierung |                      |                                  |                                  |
| |                      |                                  |                                  |
| Streckennummer: | 1572                 |                                  |                                  |
| Kursbuchstrecke (DB): | 396                  |                                  |                                  |
| Kursbuchstrecke: | 223b (1946)          |                                  |                                  |
| Streckenlänge: | 3,124 km             |                                  |                                  |
| Spurweite: | 1435 mm (Normalspur) |                                  |                                  |
| Stromsystem: | 15 kV ~              |                                  |                                  |
| Streckengeschwindigkeit: | 40 km/h              |                                  |                                  |
| Zugbeeinflussung: | PZB                  |                                  |                                  |
| |                      |                                  |                                  |
| \| \| \| Emslandstrecke von Norddeich \| \| \| \| -0,6 \| Emden Hbf \| Emden Hbf \| \| \| \| Strecke zum Volkswagenwerk Emden \| \| \| \| 0,0 \| Emslandstrecke nach Rheine \| Emslandstrecke nach Rheine \| \| \| 0,6 \| Anst Emden EVAG \| Anst Emden EVAG \| \| \| \| Anst Cassens-Werft \| \| \| \| \| Deichschart \| \| \| \| \| Übergang zu Niedersachsen Ports \| \| \| \| 2,5 \| Emden Außenhafen \| Emden Außenhafen \| \| \| \| Übergang zu Niedersachsen Ports \| \| |                      |                                  |                                  |
| Strecke |                      | Emslandstrecke von Norddeich     | Emslandstrecke von Norddeich     |
| Bahnhof | -0,6                 | Emden Hbf                        | Emden Hbf                        |
| Abzweig geradeaus und von rechts |                      | Strecke zum Volkswagenwerk Emden | Strecke zum Volkswagenwerk Emden |
| Abzweig geradeaus und nach links | 0,0                  | Emslandstrecke nach Rheine       | Emslandstrecke nach Rheine       |
| Abzweig geradeaus und nach links | 0,6                  | Anst Emden EVAG                  | Anst Emden EVAG                  |
| Abzweig geradeaus und ehemals nach links |                      | Anst Cassens-Werft               | Anst Cassens-Werft               |
| Brücke |                      | Deichschart                      | Deichschart                      |
| Abzweig geradeaus und nach rechts |                      | Übergang zu Niedersachsen Ports  | Übergang zu Niedersachsen Ports  |
| Bahnhof | 2,5                  | Emden Außenhafen                 | Emden Außenhafen                 |
| Strecke |                      | Übergang zu Niedersachsen Ports  | Übergang zu Niedersachsen Ports  |

Die Bahnstrecke Emden–Emden Außenhafen verbindet den Emder Hauptbahnhof mit dem Emder Hafen. Es handelt sich um eine eingleisige Nebenbahn, die seit Juni 2006 elektrifiziert ist. Um die Strecke zu erreichen, müssen alle Züge aus Richtung Leer im Hauptbahnhof einen Fahrtrichtungswechsel vornehmen.
Die Bedienung erfolgte zunächst durch Nahverkehrszüge, die auch Kurswagen aus dem Rheinland sowie aus Richtung Bremen führten. Die Kurswagenüberstellung erfolgte in Emden Hbf. Bis zur Elektrifizierung der Strecke wurden die Züge von Diesellokomotiven der Baureihen 212, 260, 290 oder der Köf des Hbfs Emden befördert.
Täglich verkehren jeweils im Anschluss mit der Borkumfähre ein Intercity der Linie 56 aus Leipzig und zurück nach Berlin-Cottbus, ein bis zwei Intercitys der Linie 35 aus Koblenz über Köln und das Ruhrgebiet. Hinzu kommt in unregelmäßigem Takt der Emsland-Express (RE 15) von und nach Münster sowie mittags ein Regionalexpress nach Oldenburg. Die IC sind ab Bremen bzw. Leer in beiden Richtungen für Fahrkarten des Nahverkehrs freigegeben. Das Fahrplanangebot ist saisonal unterschiedlich.